# Ruhstorf an der Rott
Ruhstorf là một đô thị ở huyện Passau bang Bayern thuộc nước Đức.